# 권효진 (2004년)
권효진(權孝珍, 2004년 1월 8일 ~ )은 대한민국의 바둑 기사이다.

## 약력
경기도 안산 출신의 권효진은 초등학교 2학년 때 방과 후 활동으로 바둑을 배우면서 바둑에 입문했다. 2016년 3월부터 전북 지역연구생으로 활동했고, 2016 국수산맥 어린이바둑최강전에서 우승했다. 같은해 9월 제5회 지역영재입단대회를 통해 입단했다. 2017년 제5기 합천군 초청 하찬석국수배 영재바둑대회 16강과 2018년 제6기 하찬석국수배 영재바둑대회 본선 8강, 2019년 제7기 하찬석국수배 영재바둑대회 본선 16강에 각각 진출했다. 2023년에 6단으로 승단했다.